# Oualébo
 (octobre 2012).
Si vous disposez d'ouvrages ou d'articles de référence ou si vous connaissez des sites web de qualité traitant du thème abordé ici, merci de compléter l'article en donnant les références utiles à sa vérifiabilité et en les liant à la section « Notes et références ».
En Côte d'Ivoire, les Oualêbos constituent un sous-groupe Baoulé présent dans le département de Sakassou et dans le département de Toumodi. 